# Aromas
Aromas är en kommun i departementet Jura i regionen Bourgogne-Franche-Comté i östra Frankrike. Kommunen ligger i kantonen Arinthod som tillhör arrondissementet Lons-le-Saunier. År 2022 hade Aromas 584 invånare.

## Befolkningsutveckling
Antalet invånare i kommunen Aromas
Referens:INSEE